# Panamá en los Juegos Parapanamericanos de 2023
La delegación panameña participó en los VII Juegos Parapanamericanos que se desarrollaron en Santiago, Chile, entre los días 17 y 26 de noviembre de 2023. Los abanderados durante la inauguración fueron Keitlin Escobar y Arístides Guevara.

## Deportistas por disciplina
| Disciplina          | Hombres | Mujeres | Total |
| ------------------- | ------- | ------- | ----- |
| Boccia              | 0       | 1       | 1     |
| Para atletismo      | 8       | 3       | 11    |
| Paraciclismo        | 2       | 0       | 2     |
| Para powerlifting   | 1       | 1       | 2     |
| Para natación       | 3       | 0       | 3     |
| Para tenis de mesa  | 2       | 0       | 2     |
| Tiro Para deportivo | 1       | 0       | 1     |
| Total               | 17      | 5       | 22    |

## Medallistas
| Medalla          | Deportista                | Deporte           | Evento          | Fecha           |
| ---------------- | ------------------------- | ----------------- | --------------- | --------------- |
| Medalla de plata | Rey Melchor Dimas Vasques | Para powerlifting | -72kg Masculino | 18 de noviembre |

## Medallas por disciplinas
| Deporte           | Medalla de oro, América | Medalla de plata, América | Medalla de bronce, América |   |
| ----------------- | ----------------------- | ------------------------- | -------------------------- | - |
| Para powerlifting | 0                       | 1                         | 0                          | 1 |
| Total             | 0                       | 1                         | 0                          | 1 |